# El Castellot (Cercs)
El Castellot és una muntanya de 890 metres que es troba al municipi de Cercs, a la comarca catalana del Berguedà.